# Luigi Gaiani
Luigi Gaiani (Bologna, 26 giugno 1910 – Bologna, 2 maggio 2003) è stato un politico e partigiano italiano.

## Biografia
Già all'età di 18 anni, Gaiani conobbe la prigione per la sua adesione a "Giustizia e Libertà".
Nel 1931 fu condannato a tre anni di carcere dal Tribunale speciale e, durante la reclusione, aderì al Partito comunista. Scontata la pena e ripresa la lotta, fece parte dei quadri dirigenti dell'organizzazione comunista bolognese. Tre anni dopo, il giovane antifascista viene di nuovo arrestato e questa volta il Tribunale speciale lo condanna a 18 anni di detenzione. Non li sconta tutti, grazie alla caduta della dittatura mussoliniana. Pochi mesi dopo comincia la guerra di Liberazione e Gaiani la combatte prima in Emilia-Romagna e poi in Toscana.
A Firenze è organizzatore dei Gruppi di Azione Patriottica e di formazioni partigiane, commissario politico del Comando militare del CLN della Toscana, comandante della Divisione Garibaldi "Ponente" e membro del Triumvirato insurrezionale toscano. Per questo suo impegno nella lotta antinazista, Gaiani è stato decorato di Medaglia di Bronzo al Valor Militare.
Dopo la Liberazione, Gaiani ha fatto parte della segreteria nazionale dell'ANPI, è stato responsabile della Federazione provinciale del PCI di Pistoia e poi di quella di Rovigo. Eletto senatore nel 1958, è stato confermato nelle elezioni del 1963, nella III e IV legislatura.
Nel 1967 fu tra i cofondatori, insieme a Carlo Levi, Paolo Cinanni, Claudio Cianca e Gaetano Volpe, della FILEF (Federazione Italiana Lavoratori Emigrati e Famiglie). In qualità di vice-presidente della Federazione, egli operò anche all'estero - in particolare nella Repubblica Federale di Germania - per il miglioramento delle condizioni dei lavoratori italiani e per una loro maggiore integrazione nella società di arrivo.
Successivamente ha svolto la sua attività militante nell'ANPI e nell'ANPPIA. A Bologna lo ricordano anche per l'impulso che, dal 1968, seppe dare alla gestione ospedaliera della città.